# Mangora tarma
Mangora tarma là một loài nhện trong họ Araneidae.
Loài này thuộc chi Mangora. Mangora tarma được Herbert Walter Levi miêu tả năm 2007.